# Pseudodaphnella infrasulcata
Pseudodaphnella infrasulcata is een slakkensoort uit de familie van de Raphitomidae. De wetenschappelijke naam van de soort is voor het eerst geldig gepubliceerd in 1873 door Garrett.